# Acrolophus heppneri
Acrolophus heppneri är en fjärilsart som beskrevs av Davis 1990. Acrolophus heppneri ingår i släktet Acrolophus och familjen Acrolophidae. Inga underarter finns listade i Catalogue of Life.